# Gelato al bacon
Il gelato al bacon (bacon ice cream) è un gusto di gelato, diffuso nel Regno Unito e negli Stati Uniti d'America, ottenuto miscelando della crema pasticcera a del bacon e refrigerando il composto. 

## Storia
Il gelato al bacon venne menzionato per la prima volta nello sketch Ice Cream Parlour della serie comica britannica The Two Ronnies nel 1973. Successivamente, venne preparato il primo giorno di aprile del 1982 da una gelateria di New York. Negli anni 2000 il gelato al bacon venne rielaborato dal cuoco britannico Heston Blumenthal, che preparò una crema pasticcera con la pancetta per creare uno dei suoi piatti d'autore. Diversi cuochi britannici e statunitensi hanno proposto delle loro versioni dell'alimento.